# جکی الیور
کیث جک «جکی» الیور (انگلیسی: ‎Keith Jack "Jackie" Oliver‎؛ زادهٔ ۱۴ اوت ۱۹۴۲ در چادول هیث، اسکس) رانندهٔ سابق مسابقات اتومبیل‌رانی فرمول یک اهل بریتانیا است که از فصل ۱۹۶۷ تا ۱۹۷۳، و دوباره در فصل ۱۹۷۷ در مجموع در ۵۲ گراند پری شرکت کرد.
الیور در طول دوران فعالیت خود در فرمول یک در ۱ مسابقه موفق شد سریع‌ترین زمان طی یک دور پیست را به نام خود ثبت کند. او در این مسابقات ۲ بار بر روی سکو رفت و ۱۳ امتیاز را به نام خود به‌ثبت رساند.